# Wallerfangen
Wallerfangen (fr. Vaudrevange) – miejscowość i gmina w zachodnich Niemczech, w kraju związkowym Saara, w powiecie Saarlouis..